# 卡斯泰利卡莱皮奥
卡斯泰利卡莱皮奥（義大利語：Castelli Calepio），是意大利贝加莫省的一个市镇。总面积9.91平方公里，人口9928人，人口密度1001.8人/平方公里（2009年）。国家统计（ISTAT）代码为016062。